# Evaza fenestrata
Evaza fenestrata är en tvåvingeart som beskrevs av James 1969. Evaza fenestrata ingår i släktet Evaza och familjen vapenflugor. Inga underarter finns listade i Catalogue of Life.